# Ilha do Medo (ö i Brasilien)
Ilha do Medo är en ö i Brasilien.   Den ligger i delstaten Maranhão, i den nordöstra delen av landet, 1 500 km norr om huvudstaden Brasília.
Runt Ilha do Medo är det mycket tätbefolkat, med 1 135 invånare per kvadratkilometer.